# Serie B 1931/1932
Soutěžní ročník Serie B 1931/1932 byl 3. ročník druhé nejvyšší italské fotbalové ligy. Konal se od 20. září 1931 do 12. června 1932. Soutěž vyhrál a postup do nejvyšší ligy Palermo. Spolu s ním postoupila i Padova.
Nejlepším střelcem se stal italský hráč Carlo Radice (Palermo), který vstřelil 28 branek.

## Události
Z nejvyšší ligy byly přiřazeny kluby Legnano s Livornem a z První divize (3. ligy) Comense, Vigevanesi a vítěz Jižní ligy Cagliari.
Sezonu vyhrálo Palermo, které měla o tři body více než druhá postupující Padova. Ta se vrátila do nejvyšší ligy po dvou sezonách. Naopak Udinese, Lecce a Parma, která měla pouhých devět bodů, sestoupilo. Lecce měly po sezoně finanční potíže a posléze vyhlásilo bankrot a znovu založen byl v roce 1934.

## Účastníci
| Klub         | Město      | Stadion                      | Trenér                                     | Minulá sezona                                  |
| ------------ | ---------- | ---------------------------- | ------------------------------------------ | ---------------------------------------------- |
| Atalanta     | Bergamo    | Stadio Mario Brumana         | József Viola                               | 6. místo v Serii B                             |
| Cagliari     | Cagliari   | Stadio Comunale Via Pola     | Ernő Erbstein                              | 1. místo ve finálové skupině Sud ve 3. lize    |
| Comense      | Como       | Stadio Giuseppe Sinigaglia   | Gedeon Eugen Lukács                        | 1. místo ve finálové skupině A Nord ve 3. lize |
| Cremonese    | Cremona    | Stadio Giovanni Zini         | Armand Halmos                              | 6. místo v Serii B                             |
| Lecce        | Lecce      | Stadio Achille Starace       | Viktor László                              | 14. místo v Serii B                            |
| Legnano      | Legnano    | Stadio di via Carlo Pisacane | Otto Krappan                               | 18. místo v Serii A (sestup)                   |
| Livorno      | Livorno    | Campo di Villa Chayes        | Wilhelm Rady                               | 17. místo v Serii A (sestup)                   |
| Monfalconese | Monfalcone | Campo Costanzo Ciano         | Károly Csapkay                             | 11. místo v Serii B                            |
| Novara       | Novara     | Stadio del Littorio          | Ettore Reynaudi (1.–?. kolo) Ferenc Molnár | 8. místo v Serii B                             |
| Padova       | Padova     | Stadio Silvio Appiani        | Lajos Kovács                               | 4. místo v Serii B                             |
| Palermo      | Palermo    | Stadio Ranchibile            | Tony Cargnelli (1.–3. kolo) Gyula Feldmann | 3. místo v Serii B                             |
| Parma        | Parma      | Stadio Ennio Tardini         | Emilio Grossi                              | 13. místo v Serii B                            |
| Pistoiese    | Pistoia    | Stadio Monteoliveto          | János Nehadoma                             | 10. místo v Serii B                            |
| Serenissima  | Benátky    | Stadio Pier Luigi Penzo      | Giuseppe Girani                            | 9. místo v Serii B                             |
| Spezia       | La Spezia  | Stadio Alberto Picco         | Wilmas Wilhelm                             | 11. místo v Serii B                            |
| Udinese      | Udine      | Stadio Moretti               | István Fögl                                | 15. místo v Serii B                            |
| Verona       | Verona     | Stadio Marcantonio Bentegodi | András Kuttik                              | 5. místo v Serii B                             |
| Vigevanesi   | Vigevano   | Campo Bepi Crespi            | Ugo Bonzano                                | 1. místo ve finálové skupině B Nord ve 3. lize |

## Tabulka
| Poř. | Tým          | Z  | V  | R  | P  | VG | OG | B   |
| ---- | ------------ | -- | -- | -- | -- | -- | -- | --- |
| 1.   | Palermo      | 34 | 21 | 8  | 5  | 80 | 35 | 50  |
| 2.   | Padova       | 34 | 19 | 9  | 6  | 79 | 26 | 47  |
| 3.   | Verona       | 34 | 17 | 7  | 10 | 61 | 50 | 41  |
| 4.   | Atalanta     | 34 | 13 | 13 | 8  | 57 | 42 | 39  |
| 5.   | Vigevanesi   | 34 | 16 | 7  | 11 | 57 | 46 | 39  |
| 6.   | Cremonese    | 34 | 13 | 11 | 10 | 43 | 43 | 37  |
| 7.   | Spezia       | 34 | 13 | 10 | 11 | 53 | 36 | 36  |
| 8.   | Livorno      | 34 | 13 | 10 | 11 | 54 | 43 | 36  |
| 9.   | Comense      | 34 | 13 | 9  | 12 | 47 | 49 | 35  |
| 10.  | Monfalconese | 34 | 13 | 9  | 12 | 42 | 50 | 35  |
| 11.  | Pistoiese    | 34 | 13 | 8  | 13 | 49 | 50 | 34  |
| 12.  | Legnano      | 34 | 14 | 6  | 14 | 50 | 54 | 34  |
| 13.  | Cagliari     | 34 | 12 | 8  | 14 | 41 | 38 | 31* |
| 14.  | Serenissima  | 34 | 10 | 10 | 14 | 43 | 56 | 30  |
| 15.  | Novara       | 34 | 12 | 6  | 16 | 40 | 54 | 30  |
| 16.  | Udinese      | 34 | 9  | 7  | 18 | 43 | 66 | 25  |
| 17.  | Lecce        | 34 | 8  | 7  | 19 | 23 | 51 | 20* |
| 18.  | Parma        | 34 | 3  | 3  | 28 | 25 | 98 | 9   |

Poznámky
- Z = Odehrané zápasy; V = Vítězství; R = Remízy; P = Prohry; VG = Vstřelené góly; OG = Obdržené góly; B = Body
- za výhru 2 body, za remízu 1 bod, za prohru 0 bodů.
- při rovnosti bodů rozhodoval rozdíl mezi vstřelených a obdržených branek.
- klubu Lecce bylo odečteno 3 body.
- klubu Cagliari byl odečten 1 bod.

|  | Postup do Serie A      |
|  | Sestup do První divize |